# Minettia punctata
Minettia punctata är en tvåvingeart som beskrevs av Mitsuhiro Sasakawa 1985. Minettia punctata ingår i släktet Minettia och familjen lövflugor. Inga underarter finns listade i Catalogue of Life.